# Saulo Győr
Saulo dei Győr (in ungherese Győr nembeli Saul; ... – 1202 circa) fu vescovo di Csanád (la moderna Cenad, in Romania) tra il 1188 e il 1192 e poi arcivescovo di Caloccia dal 1192 fino alla sua morte.

## Biografia

### Origini e primi anni
Saulo discendeva dal ramo Óvár della famiglia nobiliare dei Győr, di origine tedesca, ed era uno dei cinque figli di Stefano I. Suoi fratelli furono Mauro, bano del Primorje (la Croazia marittima), che fu progenitore delle famiglie aristocratiche dei Gyulai, Geszti e Kéméndi; Alessandro, il quale partecipò alle guerre condotte da re Emerico d'Ungheria nei Balcani; Csépán, un potente aristocratico e palatino d'Ungheria e Pat, il quale ricoprì anche quella carica.
In gioventù, Saulo entrò a stretto contatto con il clero di corte e fu membro della cappella reale durante il regno di Béla III d'Ungheria. Appare per la prima volta nei registri contemporanei nel 1183, quando viene definito a capo dei notai reali. In questa veste, formulò un diploma della corona in cui, tra le altre cose, si concedeva un privilegio per l'arcidiocesi di Spalato. Nel medesimo anno, Saulo è definito anche «cancelliere» da due documenti dalla dubbia autenticità; il primo coincide con una lettera di donazione emessa dai cistercensi, dove Saulo figura tra i testimoni, mentre il secondo documento è un documento della corona ufficiale. Saulo poté fregiarsi del titolo di «protonotarius», a rimarcare l'istituzione di una Cancelleria reale separata durante il regno di Béla. Il titolo di Saulo lascia intendere vi fossero altri notai attivi in quel periodo. È altresì presumibile che la formula riflettesse i tentativi di restauro della cappella reale in seguito all'allontanamento del cancelliere Kalán Bár-Kalán. La lettera di donazione summenzionata fu formulata da Saulo, mentre Redabano, capo della cappella reale, utilizzò il sigillo reale per autenticarla e si trattò dell'ultima volta in cui ciò avvenne nella storia istituzionale ungherese. Pertanto il "cancelliere" Saul aveva poteri più limitati rispetto al suo predecessore Kalán, e la sua nomina fu un tentativo di breve durata di ripristinare la situazione istituzionale precedente al 1181 da parte del clero di corte.
Nominato cancelliere nel 1188, nello stesso periodo, ricoprì già la carica di vescovo di Csanád, ma il suo episcopato viene menzionato soltanto da documenti dalla dubbia autenticità. Resta però certo che la dignità fosse stata da lui ricoperta nel periodo tra il 1188 e il 1192 (quando il suo successore Crispino appariva già nelle fonti e Saulo stesso era arcivescovo). Anche un altro scritto del 1190 si riferisce a Saulo come vescovo; poiché le posizioni dei suoi contemporanei menzionate dal documento stesso risultato accertate, gli storici hanno dedotto che esso si basasse su informazioni di prima mano. Lo storico Norbert C. Tóth ha messo in dubbio che Saulo avesse mai ricoperto entrambe le cariche, mentre András Kubinyi ha ritenuto che la corroboratio della carta fosse autentica. Dal canto suo, Kálmán Juhász ha sostenuto che Saulo aveva svolto la funzione di cancelliere fino alla sua conferma a vescovo nello stesso anno (1188).

### Arcivescovo di Caloccia
Saulo Győr divenne arcivescovo di Caloccia nel 1192, dopo la morte del suo predecessore Pietro. L'arcidiocesi subì gravi danni e perdite materiali a causa delle continue guerre e scontri tra il regno d'Ungheria e l'impero bizantino nella seconda metà del XII secolo. Fu il primo arcivescovo a spostare la sua sede da Bács (oggi Bač, in Serbia) a Caloccia per la prima volta dall'episcopato di Fabiano intorno al 1090. Per garantirne il prestigio e un regolare funzionamento finanziario, trasferì le decime e le tasse sulle navi di numerosi insediamenti circostanti (ad esempio Somos, Okor, Kamarás e Megyer) al capitolo locale. Papa Innocenzo III confermò le donazioni nel giugno del 1198. Nella stessa lettera, il papa autorizzò Saulo a espellere i monaci di Abramo dal monastero di Kő a causa del loro comportamento indisciplinato e immorale, restituendolo dunque all'ordine benedettino. Dopo aver verificato che i benedettini non erano stati in grado di tornare, Saulo intendeva insediare nel monastero abbandonato gli agostiniani. Decenni dopo, Ugrino Csák di Caloccia vi stabilì la diocesi di Sirmio. Saulo Győr convinse i sudditi slavi di rito ortodosso della sua diocesi a pagare la tassa ecclesiastica.

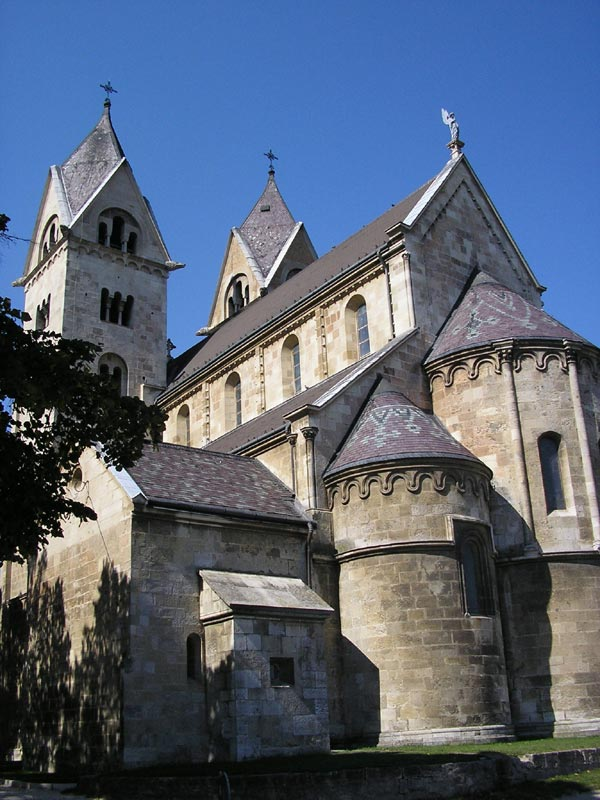
Il monastero di Lébény

Béla III morì nell'aprile del 1196 e gli successe il figlio maggiore Emerico, il cui intero regno fu caratterizzato dalle lotte contro il consanguineo ribelle, Il duca Andrea. Nell'ambito della cosiddetta guerra dei fratelli, Saulo Győr appoggiò il re, sia pur non senza riserve. Nel maggio 1198, papa Innocenzo autorizzò gli arcivescovi Giobbe di Strigonio e Saulo di Caloccia a scomunicare Andrea e i suoi sostenitori e a mettere i loro luoghi di residenza sotto interdetto se avessero continuato l'insurrezione contro il potere reale. Il 30 dicembre 1198, il papa ordinò a Saulo, Ugrin Csák di Giavarino e Domenico di Zagabria di indagare sull'insediamento degli arcivescovi fedeli ad Andrea delle diocesi dalmate di Spalato (Spalato) e Zara (Zara), che erano stati precedentemente scomunicati da papa Celestino III, ma Andrea li nominò arbitrariamente alle loro dignità. Nello stesso periodo, Elvino, vescovo di Gran Varadino fu accusato di simonia e di aver compiuto un atto di offesa dal capitolo locale. Alcuni canonici si presentarono al cospetto di Saulo a metà del 1197 per chiedere il suo intervento. Elvino si rifiutò di assistere all'indagine, motivo per cui Saulo si pronunciò a favore del capitolo e scomunicò Elvino nel 1198. Quando il vescovo si avvicinò ad Andrea, il dissenso finì per rientrare nel più ampio conflitto tra gli amici di Emerico e quelli del duca. In seguito, Elvino ammise la propria colpevolezza reato e chiese che la pena fosse sospesa a Saulo. L'arcivescovo richiese la confessione scritta di Elvino e l'espletamento di un pellegrinaggio obbligatorio a Roma per esercitare la penitenza. Quando Elvino accolse la richiesta, Saulo revocò la scomunica, malgrado Emerico si oppose fermamente alla decisione dell'arcivescovo, desideroso di tenere la politica lontana dalle questioni del clero. Quando Emerico costrinse Boleslao, vescovo di Vác, il quale era un sostenitore di Andrea, a consegnargli documenti che provavano l'esistenza di una cospirazione contro di lui, e il suo esercito saccheggiò la Cattedrale di Vác nel marzo del 1199, papa Innocenzo esortò Saulo a indagare sugli eventi e a chiedere al re un risarcimento. Tuttavia, Emerico impedì la visita di Saulo alla corte reale (il sovrano affermò di aver ordinato ciò per la sicurezza dell'arcivescovo, le cui vite sarebbero state messe in pericolo dai sostenitori dei prelati vicini ad Andrea). Tuttavia, rimasero alleati nel conflitto, ragion per cui Saulo dovette bilanciare gli interessi del re e della Santa Sede.
Qualche volta dopo il 1199, i fratelli Győr fondarono un monastero benedettino in un loro feudo, Lébény, nel comitato di Giavarino. Lì edificarono anche una chiesa in stile romanico dedicata all'apostolo Giacomo il Maggiore. Il re Andrea II confermò la loro donazione nel 1208 (Saulo, Mauro e Alessandro erano ormai deceduti). Juhász ha sostenuto che ciò fosse la conseguenza del fatto che Saulo, traendo vantaggio dalla sua posizione influente nella corte reale, chiese a Emerico di restituire il possedimento ai parenti, divenuto un feudo della corona dopo la morte dei cugini di suo padre Stefano, Alessandro e Serafino. Saulo finanziò la realizzazione dell'abbazia di Heiligenkreuz con ingenti somme di denaro nel 1199. Saulo aveva poi un parente (materno?), un certo cavaliere di nome Giorgio, che apparteneva  seguito di Costanza d'Ungheria, la sposa di Ottocaro I di Boemia. Giorgio eresse una chiesa dedicata a San Giorgio nel paese di Lhota, in Boemia. Nel gennaio del 1199, Saulo concesse l'indulgenza a coloro che visitavano il luogo di culto; Daniele II, arcivescovo di Praga, confermò il privilegio nel marzo 1200. Saulo fu menzionato l'ultima volta nei registri medievali nel 1201, benché secondo un documento reale non autentico fosse ancora in vita all'inizio del 1202. Presto, Giovanni gli succedette in qualità di arcivescovo. La sua canonizzazione fu avviata dopo la sua morte, ma non avvenne mai.

## Identificazione delle spoglie
La cattedrale dell'Assunzione di Kalocsa fu ampiamente restaurata tra il 1907 e il 1912, sotto la direzione dell'architetto Ernő Foerk. Sotto il santuario, nel 1910 venne portata alla luce una tomba arcivescovile in marmo rosso al posto della cattedrale originale dell'XI secolo. Oltre a uno scheletro conservato in condizioni perfette, furono scoperti un pastorale con testa in argento dorato, un calice d'argento, una patena, anelli d'oro, croci, un pallio con tre spille d'oro tempestate di gioielli e resti tessili. Foerk ha stimato l'età della tomba e ha creduto che la sua origine risalisse all'XI secolo, identificando così il cadavere con Anastasio, il primo arcivescovo di Caloccia, poiché la tomba si adagiava sull'asse centrale della prima cattedrale, un luogo di tumulatura abituale per i fondatori della chiesa. Foerk paragonò altresì il pastorale a quello del quasi contemporaneo bastone pastorale di Annone II, arcivescovo di Colonia (morto nel 1075). Tuttavia, lo storico dell'arte gesuita Joseph Braun ha analizzato il calice e i tessuti basandosi sulle immagini inviate, ma non si occupò degli altri oggetti. Successivamente ha datato la tomba a cavallo tra il XII e il XIII secolo. Di conseguenza, ha identificato lo scheletro con il cadavere degli arcivescovi Saulo Győr o Ugrino Csák. Il bibliotecario della diocesi Pál Winkler ha ricordato che Ugrino fu ucciso nella battaglia di Mohi (1241) e il suo corpo non fu mai trovato. Dal canto suo, Moritz Dreger ha considerato i tessuti di origine bizantina. Nel 1912, la lapide fu trasferita nella nuova cripta arcivescovile con l'epitaffio "OSSA ANONYMI AEPPI COLOCEN. SAEC. XII. / SAULI DE GYŐR /? / 1192–1202 /".
Nel gennaio-febbraio 2014, la tomba venne riesaminata durante degli scavi archeologici i quali miravano a definire l'età esatta dello scheletro. L'identificazione è stata supportata dall'esame al radiocarbonio condotto sulle due falangi acquisite dallo scheletro. Il risultato dell'esame al carbonio-14 (radiocarbonio) ha consentito di circoscrivere la data di morte dell'arcivescovo sepolto nella tomba tra il 1001 e il 1030, data che coincide con gli scarsi dati storici su Anastasio. Di conseguenza, lo scheletro è stato identificato con il cadavere di Anastasio e non con Saulo Győr.